# Caledanapis insolita
Caledanapis insolita – gatunek pająka z rodziny Anapidae. Zamieszkuje Nową Kaledonię. Zasiedla ściółkę.

## Taksonomia
Gatunek ten opisany został po raz pierwszy w 1924 roku przez Luciena Berlanda pod nazwą Pseudanapis insolitus. Jako lokalizację typową wskazano górę Ignambi na Nowej Kaledonii. W 1981 roku przeniesiony został on przez Paola Marcella Brignoliego na łamach „Revue Suisse de Zoologie” do rodzaju Anapogonia. Z kolei do rodzaju Caledanapis przeniesiony został w 1989 roku przez Normana I. Platnicka i Raymonda Roberta Forstera na łamach „Bulletin of the American Museum of Natural History”.

## Morfologia
Jedyny zmierzony samiec ma 1,98 mm długości ciała przy karapaksie długości 0,76 mm i szerokości 0,65 mm, a jedyna zmierzona samica 1,78 mm długości ciała przy karapaksie długości 0,68 mm i szerokości 0,59 mm. Ubarwienie karapaksu jest rudobrązowe. W widoku grzbietowym jest on owalny z silnie wystającymi oczami bocznymi. W części tułowiowej karapaksu, tuż za pogłębionymi rowkami szyjnymi leży para przednio-środkowych guzków ze szczecinkami. Sześcioro oczu rozmieszczonych jest w dwóch rzędach – zanikowi uległa para przednio-środkowa. Oczy pary tylno-środkowej stykają się ze sobą, w widoku przednim leżą wyżej niż oczy pary tylno-bocznej, a w widoku grzbietowym bardziej z przodu niż one. Oczy tylno-boczne stykają się z oczami przednio-bocznymi i oddalone są od tylno-środkowych o dwukrotność średnicy. Nadustek jest u samca prawie pięciokrotnie, a u samicy czterokrotnie wyższy niż średnica oczu przednio-bocznych. Szczękoczułki są ciemnorudobrązowe, na przedniej krawędzi zaopatrzone w trzy zęby, z których dwa odsiebne zlane są w jedną strukturę na wspólnej płytce. Prawie pionowa warga dolna ma wcięty wierzchołek i długą ostrogę. Ciemnorudobrązowe z jaśniejszymi częściami odsiebnymi szczęki zaopatrzone są w skopule i serrule. Sternum również jest ciemnorudobrązowe. Odnóża są pomarańczowe, porośnięte delikatnymi szczecinkami. Kolejność par odnóży od najdłuższej do najkrótszej to I, II, IV, III. Uda, a w przypadku pierwszej pary też golenie i nadstopia zaopatrzone są w guzki, u samca znaczniej silniej wykształcone niż u samicy. Opistosoma (odwłok) samca jest szara z parą pomarańczowych przepasek po bokach i białą przepaską nad kądziołkami. Oprócz skutum grzbietowego ma silnie rozrośnięte skutum przednie. Opistosoma samicy jest szarawa z ciemniejszymi znakami słabiej wyrażonymi niż u samca, zaopatrzona w nierozrośnięte skutum przednie i pozbawiona skutum grzbietowego. Genitalia samicy mają środkową spermatekę pojedynczą, skierowaną ku tyłowi i krótką, a przewody spermateki silnie poskręcane. Nogogłaszczki samca mają rzepkę z wykrojoną brzusznie częścią odsiebną i apofizą dystalno-wentralną oraz goleń niemal zlaną z cymbium.

## Ekologia i występowanie
Pająk ten występuje endemicznie w górskich równikowych lasach deszczowych północno-zachodniej Nowej Kaledonii. Znajdywany jest na rzędnych od 700 do 1600 m n.p.m. Zasiedla ściółkę.